# Guillaume Le Métayer dit Rochambeau
Pour les articles homonymes, voir Rochambeau (homonymie).
Guillaume Le Métayer est né le jour de la Saint Nicolas 6 décembre 1763 au Ribay, mort fusillé le 26 juillet 1798 à Tours, personnalité de la Révolution française. Il fut un célèbre chef chouan, commandant de l'arrondissement de Mayenne sous le nom de Rochambeau.

## Famille et Actes d'État Civil

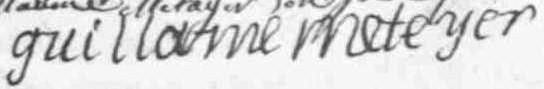
Signature de Guillaume Le Métayer à 12 ans à
l'inhumation de sa sœur, Jeanne Le Métayer, le 8 août 1776.

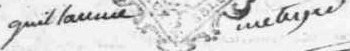
Signature de Guillaume Le Métayer à 16 ans à l'inhumation de sa mère, Jeanne Renée Baroche, le 23 mars 1780.

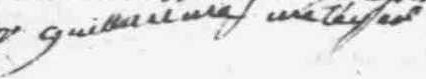
Signature de Guillaume Le Métayer à 16 ans à l'inhumation de sa sœur, Renée Le Métayer, le 9 octobre 1780.

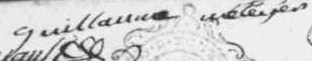
Signature de Guillaume Le Métayer à 18 ans au mariage de son frère René Le Métayer avec Marguerite Renard, le 22 janvier 1782.

Il est le fils d'un laboureur / fermier René Le Métayer (né le 29 octobre 1731 à La Chapelle-au-Riboul, marié le 13 février 1759 au Ribay, décédé le 21 décembre 1794 à La Chapelle-au-Riboul) et de Renée Jeanne Baroche (née le 19 septembre 1735 au Ribay, décédée le 22 mars 1780 à La Chapelle-au-Riboul). Avant la naissance de Guillaume, ils avaient déjà deux enfants, René, né le 4 juin 1760 et Pierre, né le 29 décembre de l'année suivante. Renée Baroche était la sœur d'Étienne Baroche, percepteur des impositions du Ribay. 

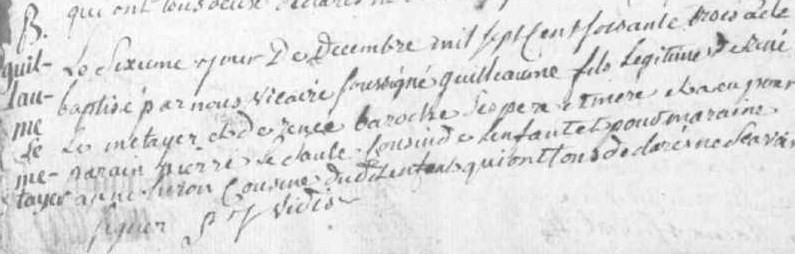
Acte de Baptême de Guillaume Le Métayer, le 6 décembre 1763 :
B. Guillaume Le Métayer.
Le sixième jour de décembre mil sept cent soixante trois a été baptisé par nous vicaire soussigné Guillaume fils légitime de René Le Métayer et de Renée Baroche ses père et mère et avec pour parrain Pierre Le Saule, cousin de l'enfant, et pour marraine Anne Luron, cousine de l'enfant, qui ont tous déclarés ne savoir signer.
SJ vicaire

Quelque temps après la naissance de Guillaume Le Métayer, ses parents quittèrent le Ribay pour aller habiter dans la paroisse de la Chapelle-au-Riboul, le village de la Ménagerie. C'est dans ce village que sont nés les autres frères et sœurs de Rochambeau.

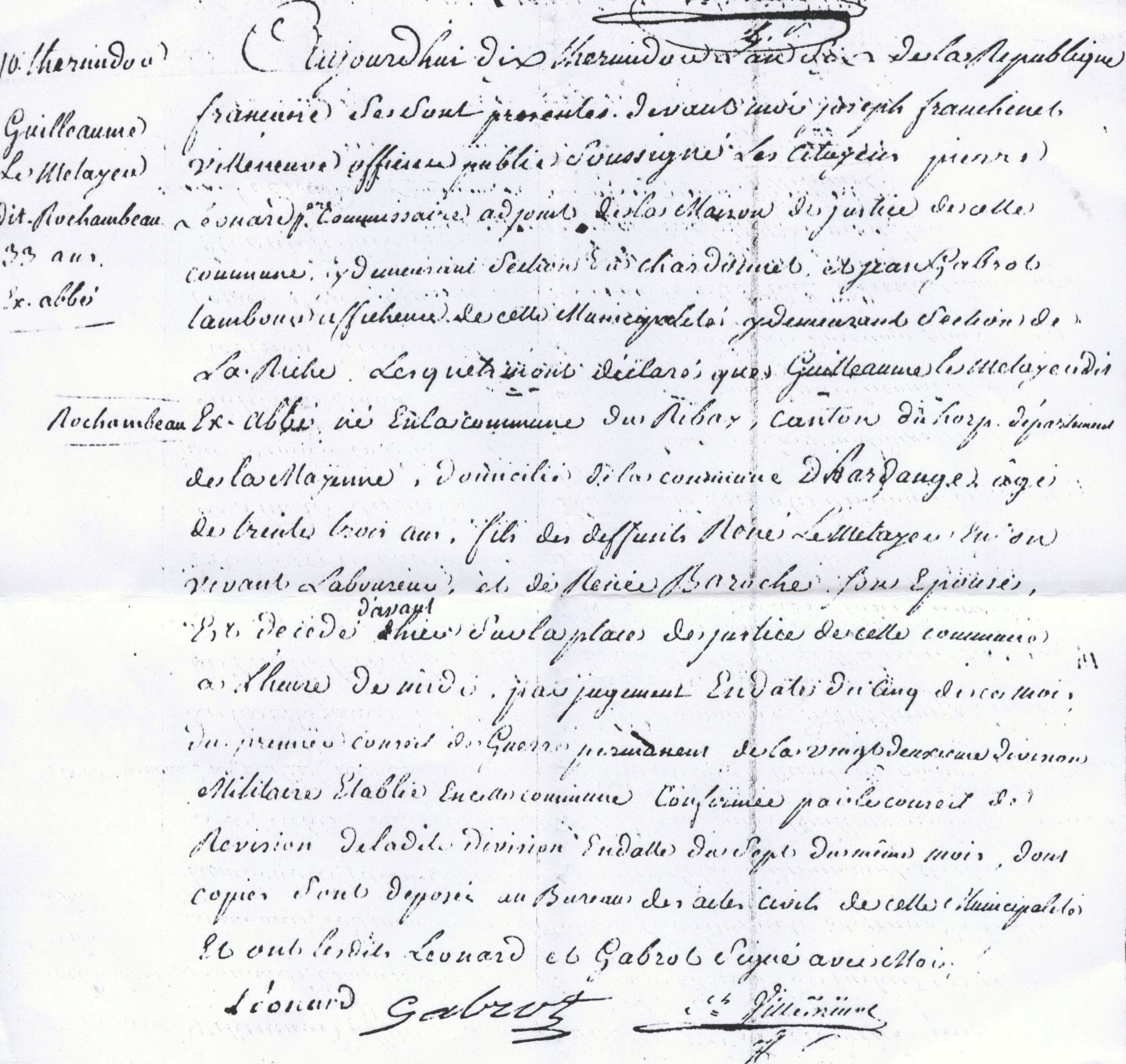
Acte de décès de Guillaume Le Métayer, le 10 thermidor an VI (28 juillet 1798):
10 thermidor.
Guillaume Le Métayer dit Rochambeau. 33 ans. ex-abbé.
Aujourd'hui dix thermidor de l'an six de la République française se sont présentés devant nous Joseph Franchenel(?) Villeneuve, officier public soussigné, les citoyens Pierre Léonard principal(?) commissaire adjoint de la Maison de Justice de cette commune demeurant Section de Chardonnet et Jean Gabrot, laboureur affreteur(?) de cette Municipalité y demeurant Section de La Riche. Lesquels ont déclaré que Guillaume Le Métayer dit Rochambeau, ex-abbé, né en la commune du Ribay, canton du Horps, département de la Mayenne, domicilié de la commune d'Hardange, âgé de trente trois ans, fils des défunts René Le Métayer de son vivant laboureur et de Renée Baroche, son épouse, est décédé d'avant hier sur la place de justice de cette commune à l'heure de midi, par jugement en date du cinq de ce mois, du premier conseil de Guerre permanent de la vingt deuxième division militaire établie en cette commune, confirmée par le conseil de révision de la dite division en date du sept du même mois, dont copies sont déposées au bureau des actes civils de cette municipalité. Et ont lesdits Léonard et Gabrot signé avec moi.
Léonard. Gabrot. Villeneuve. off.

## Carrière
Guillaume Lemétayer commandait la division de La Chapelle-au-Riboul et s'était donné pour mission de couper aux bleus la route de Mayenne à Alençon et d'y attaquer les diligences. Sa division située, à l'est de Mayenne, faisait partie, au moins nominalement, de l'armée de Scépeaux, mais elle combattait habituellement avec les Normands de Frotté, ceux d'Ernée et de Landivy. Rochambeau lutta quelquefois avec avantage contre les troupes républicaines envoyées contre lui. Bien qu'il ne portât jamais d'armes et se contentât d'assister aux combats pour les diriger, sans y prendre personnellement part, il a été l'un des chefs les plus habiles et actifs.

### Enfance
L'enfant élevé par des parents religieux et de mœurs patriarcales fut destiné à la carrière ecclésiastique. Les premières leçons de français et de latin lui furent données au presbytères paroissial par les prêtres de la Chapelle-au-Riboul ; ils le mirent en état d'entrer au collège de Domfront où il termina ses humanités.

### Déclenchement de la révolution et enrôlement dans l'armée royaliste grâce à Mademoiselle La Plante
Quand éclata la tourmente révolutionnaire, Guillaume Le Métayer, séminariste (à Domfront  puis au Mans), avait été tonsuré au séminaire de cette dernière ville en 1788 et allait être ordonné prêtre; il était donc quelque peu lettré. Obligé de quitter le grand séminaire, il vint du Mans à Évron où il rencontra par hasard Mademoiselle Agathe Edard La Plante. Cette femme jouissait d'une certaine fortune qu'elle dépensait en bonnes œuvres ; aussi s'était-elle conciliée l'estime et l'affection de tous. Mademoiselle La Plante, ennemie acharnée des idées nouvelles, engagea Guillaume Lemetayer à rejoindre l'armée royaliste en mettant sa bourse à disposition. Guillaume Lemetayer réfléchit peu : d'une nature vive et impressionnable, doué d'une grande énergie et d'une intelligence remarquable, abandonna ses projets de retraite dans sa famille à la Chapelle-au-Riboul, et saisit avec empressement l'occasion qui lui était offerte de marquer sa place dans le mouvement qui s'accentuait, et de payer de sa personne pour la défense de la monarchie et de la religion.
Guillaume Lemétayer conserva pieusement jusqu'à sa mort, le souvenir de Mademoiselle La Plante comme on le voit par les dernières lettres écrites à sa famille. Mademoiselle La Plante habita longtemps Evron. Elle ne quitta cette ville que pour aller finir ses jours chez les religieuses du Sacré-Cœur du Mans.

### Les événements précurseurs de la pétition d'Évron
Les directoires des départements mettaient à exécution les décrets contre le clergé catholique de l'Assemblée législative malgré le veto royal. Dans certaines parties du département de la Mayenne, et notamment dans les districts de Craon et d'Évron, les paysans n'osaient plus aller à la messe que le fusil sur l'épaule pour protéger le prêtre contre ses ennemis. 
Dès le 26 février 1792, le directoire du district d'Évron réclama en vain aux administrateurs du département qu'un détachement de gardes nationaux volontaires en garnison à Fougères soit envoyé en renfort. 
L'arrêté du 23 mars 1792 du directoire du département de la Mayenne intima à tous les curés et vicaires non assermentés l'ordre de se rendre à Laval immédiatement.
Une circonstance, en apparence fortuite, fut l'étincelle qui mit le feu aux poudres. Durant le cours de la semaine de la Passion, la paroisse de Chammes se réunit pour nommer un maire ; l'assemblée des habitants désigna aussitôt Michel-François Barrabé, son curé comme Président et Georges-Gabriel Davoust, son vicaire comme secrétaire, qui n'avaient prêté serment qu'avec des restrictions formellement catholiques. Les commissaires du directoire du district d'Évron les sommèrent de prêter le serment civique. Ils refusèrent. La population applaudit. Les commissaires eurent peur et prirent la fuite protégés par la gendarmerie.
Le 1er avril 1792, un huissier d'Évron, nommé Delelée, vient à Chammes, sur l'ordre du District, afin de publier, à l'issue de la grand'messe, le malencontreux arrêté du 23 mars 1792. Il est reçu par 300 hommes armés qui le reconduisirent hors de la commune sans même lui laisser le temps de commencer la lecture et après avoir déchiré l'arrêté et l'avoir foulé aux pieds. Ils tirent derrière lui des coups de fusil pour précipiter sa fuite, sans pour autant faire aucun mal à l'officier public. Quelques heures plus tard, dans l'après-midi, la nouvelle arrive qu'un rassemblement se prépare pour le lendemain à Châtres, et que toutes les paroisses voisines y sont convoquées. Le but était, disait-on, de se réunir en armes et en grand nombre, afin de porter au district d'Évron une pétition en faveur du libre exercice du culte et du maintien des anciens prêtres. Les organisateurs de la manifestation sont Guillaume Le Métayer, jeune homme originaire du Ribay, dont la Révolution a interrompu les études ecclésiastiques et qui deviendra bientôt un chef Chouan sous le nom de Rochambeau ; Julien Ripault, curé de Gennes près de Montsûrs et titulaire de la chapellenie de Montécler, Michel Barrabé et Georges-Gabriel Davoust, respectivement, curé et vicaire de Chammes, Etienne et René Trouillard, père et fils, de Châtres, et plusieurs autres notables du pays. Les hommes de Chammes se décident aussitôt à se présenter au rendez-vous.

### La pétition d'Évron
Voici une reproduction de la pétition d'Évron : 
« Pétition présentée au district d'Évron et y déposée au nom des communes de Chammes, Vaiges, Saint-Léger, Châtres, Nuillé, Saint-Jean, Sainte-Janimes, etc. (vingt paroisses avaient donné leur assentiment, cinquante étaient à la veille de l'envoyer)
« Messieurs, — Nous venons vous faire part de nos intentions qui sont pacifiques, si on ne nous réduit pas au désespoir. Nous ne pouvons plus nous dissimuler qu'on veut nous enlever notre foi, nous séparer de l'Église catholique, apostolique et romaine : la preuve en est claire, d'après la motion anticatholique du sieur François Neufchâteau, approuvée et applaudie dans l'Assemblée nationale ; d'après les inventions journalières, les calomnies, les persécutions exercées contre les prêtres catholiques non assermentés, fidèles, ainsi que nous, à la religion romaine.
« Il n'est plus temps de dissimuler, Messieurs  : nous serons fidèles aux lois, mais inviolablement attachés à notre religion, à nos vrais et légitimes pasteurs, à nos évêques et au Pape, auquel nous sommes soumis, comme au chef de l'Église, qui a droit de nous gouverner. Nous vous déclarons que nous ne reconnaîtrons jamais la religion constitutionnelle, ni les évêques et les prêtres jureurs et intrus.
« La loi de l'État nous autorise dans notre croyance et notre culte; nous en demandons le libre exercice; nous vous prions, nous vous conjurons, et même nous exigeons de vous, en vertu de la Constitution, que vous avez juré de maintenir, de nous laisser la liberté de conscience, et de ne plus troubler les paroisses de ce district, de défendre et arrêter des persécutions intentées contre les prêtres et les catholiques; nous demandons que justice soit rendue à nos ministres, qu'ils soient payés de ce qui leur est dû, qu'ils aient la liberté d'aller et venir, ainsi que nous, sans être exposés aux insultes, aux outrages et aux mauvais traitements.
« Nos ministres sont calomniés d'une manière odieuse par l'arrêté du département; nous défions qui que ce soit de citer, de prouver un seul fait, un seul délit contre les lois, contre l'autorité ; partout ils ont prêché, exigé la paix et la soumission, bien différents de ces prêtres intrus, de ces prétendus patriotes, qui ameutent et soulèvent tous les esprits. Nous pouvons citer, et même vous dénoncer ces prêtres intrus et jureurs, ces patriotes perfides qui ameutent et soudoient les mauvais sujets pour égorger les aristocrates, ou les catholiques.
« Nous vous dénonçons, sur la rumeur publique, comme perturbateurs du repos public, un sieur Lonchamp, juge de paix, qui envoie ses domestiques à la tête de ceux qui massacrent les aristocrates ; un prêtre, Goupil, intrus de Saint-Pierre-la-Cour qui a donné de l'argent pour assommer les catholiques de son voisinage ; un Chailloux, un Livet de Saint-Georges, qui ameutent la populace; un moine Gandon qui, à Sillé, mercredi dernier, excitait les prétendus patriotes à massacrer les aristocrates.
« Nous demandons justice contre les ennemis de la patrie qui méritent l'animadversion des lois, la suppression de l'arrêté du département du 23 mars, comme faux et injurieux, la reddition de vos comptes devant les députés de chaque paroisse, le renvoi des prêtres catholiques dans leurs paroisses, d'où ils ont été injustement chassés, la responsabilité des municipalités qui n'arrêtent pas les désordres et les violences. Nous demandons, en outre, que les prêtres jureurs et intrus ne soient plus salariés par la nation, dont les deux tiers, au moins, gémissent sur leur inconduite et leur révolte contre l'Église ; la paix, la conservation de la religion catholique romaine, la soumission à notre roi légitime, et aux lois de l'État, la suppression des clubs jacobins, et de leurs bonnets rouges, qui sont les signes de la révolte et du brigandage. Voilà les vœux de nos cœurs, notre profession de foi; nous sommes disposés à mourir pour les soutenir, vous rendant responsables, Messieurs, des malheurs qui résulteraient du refus que vous feriez de nous entendre; nous ne craignons point de manifester nos opinions, qui sont celles de plus de vingt paroisses et un peu de plus de cinquante, qui vous auront obligation de faire passer à l'Assemblée nationale leurs sentiments.
« Nous terminons notre pétition, en vous priant de ne plus inquiéter les municipalités de ce district, et en particulier celles de Chammes et de Châtres injustement persécutées, et d'anéantir toutes les procédures intentées méchamment devant le juge de paix d'Évron, depuis un mois, contre différents particuliers. »

### Les événements d'Évron
Une troupe nombreuse, armée de fusils, de fourches et de faux, part du bourg de Chammes pour répondre à l'appel qui lui a été adressé.
Parallèlement, au bourg de Châtres, le lundi 2 avril 1792, qui était le lundi de la semaine sainte, huit ou neuf cents hommes se rassemblèrent dès le matin. Ils entendirent la messe célébrée par Georges-Gabriel Davoust. Un prêtre, Julien Ripault, ancien curé de Gesnes, au doyenné d'Évron, et Guillaume Le Métayer passèrent en revue la petite troupe, distribuèrent des armes. Puis en cet appareil un peu équivoque qui semblait à deux fins, pour la paix comme pour la guerre, on s'achemina vers le district pour y porter la pétition. 
Dans la prairie de Montecler, les troupes sont constituées des habitants de Chammes, Châtres, de Saint-Léger, de Vaiges, de Saint-Christophe-du-Luat, de Saint-Jean-sur-Erve. Les manifestants se divisent d'abord en petits groupes afin de gagner Châtres sans donner l'alarme, puis il se reforment en masse compacte et marchent hardiment sur Évron, sous la conduite de Guillaume Le Métayer et de Trouillard fils.
Le projet avait transpiré. Dès le matin, à Évron, un avis, expédié par la gendarmerie, et un courrier, venu de Sainte-Suzanne, mirent en éveil les autorités. Il y avait dans la petite ville, outre la garde nationale, cinq gendarmes et une pièce de canon. En hâte des courriers partirent vers Mayenne, vers Montsûrs, vers Laval, réclamant des renforts. Vers midi, on signala l'approche des paysans. Bientôt ils atteignirent la barrière du côté des Grands Ponts, vers midi ou une heure. Les officiers municipaux proclamèrent la loi martiale, déployèrent le drapeau rouge. L'empressement à s'armer fut médiocre. Très troublés, se sentant à la merci des pétitionnaires, les administrateurs du district n'eurent plus qu'une pensée, celle de gagner du temps. Le commandant de la gendarmerie, Monsieur de la Caillerie (homme au comportement ambigu qui fut plus tard arrêté comme contre-révolutionnaire), fut envoyé en parlementaire ; et les manifestants furent invités à nommer des délégués qui exposeraient les griefs et présenteraient la pétition. La suggestion fut accueillie avec des sentiments assez pacifiques. Cinq à six auteurs de la pétition dont Guillaume Le Métayer se détachèrent, se rendirent auprès des magistrats, le directoire du district d'Évron, en vue de présenter la pétition en faveur du libre exercice du culte et contre l'arrêté pour l'éloignement des prêtres, en vue de leur maintien. Les magistrats s'ingénièrent à prolonger l'entretien, les yeux fixés sur les routes par où le secours arriverait. Le procureur-syndic affirma que l'éloignement des prêtres était la conséquence d'une loi; il omit d'ajouter que cette loi, faute de sanction, était de nul effet. Puis les membres du district pressèrent les envoyés de déposer la pétition et d'y apposer leurs noms pour en faire l'objet d'une délibération légale. Guillaume Le Métayer signa. 
Au dehors, les paysans attendaient, craignant pour leurs chefs et impatients de ces pourparlers. Quelques-uns parmi les plus animés dépassèrent la barrière, tournèrent à l'enclos qui était celui des religieuses bénédictines et, s'introduisant au cœur de la ville, apparurent près des halles. À cette vue, le maire se retourna vers les délégués : « Éloignez, leur dit-il, votre bande, ou je commande le feu ». L'un d'eux partit pour faire rétrograder les paysans. Déjà ceux-ci s'avançaient vers la salle où les administrateurs délibéraient. Un officier municipal les somma de se retirer. Les gens des villages étaient très excités. Pour toute réponse, ils tirèrent, mais en l'air, à ce qu'on assure. Personne ne fut atteint. Sur l'ordre de l'officier municipal, les gendarmes déchargèrent leurs armes  : un homme de Châtres fut tué, cinq autres furent blessés.
Juste à ce moment, la garde nationale de Montsûrs ou de Sainte-Suzanne survint. Il y avait une pièce de canon : on s'en servit. Ils étaient assez nombreux pour prendre la ville et ils l'auraient fait sans aucun doute si le bruit du canon, qu'ils entendaient pour la première fois, ne les avaient terrifiés. Les villageois se dispersèrent. Les délégués parvinrent à s'échapper sains et saufs. Leur retraite s'effectua sans que personne songeât à les poursuivre, grâce au désarroi général. À huit heures, il n'y avait plus un seul insurgé aux environs de la ville. Dans l'après-midi et dans la soirée, arrivèrent environ trois mille gardes nationaux de Sainte-Suzanne, Montsûrs, Bais et Mayenne ainsi que cinquante à cent hommes du 48e de ligne (ancien régiment d'Artois) qui étaient basés à Laval. Le lendemain, à l'aube, trois mille hommes remplissaient Évron.
L'entreprise, mal combinée, moitié pacifique moitié menaçante, protestation de pauvres paysans ignorants et poussés à bout, avait misérablement échoué. La répression fut terrible. La populace outragea le cadavre du malheureux qui avait été tué, et les honneurs de la sépulture ne lui furent accordés que sur la prière instante du curé assermenté. Les citoyens suspects furent désarmés, les  prêtres recherchés et poursuivis à outrance. La garde nationale parcourut le district d'Évron et aussi, à l'autre extrémité du département, ceux de Craon et de Château-Gontier, fermant toutes les chapelles, tous les oratoires que gardaient encore les catholiques romains. 
Le tribunal criminel de la Mayenne commença immédiatement les informations et demanda au Corps législatif sur le délit étant de la compétence de la haute Cour nationale, établie à Orléans; il fut répondu négativement; et le procès se poursuivit à Laval. Cent trente trois villageois furent accusés, trente trois arrêtés. La plupart de ces derniers, qui n'étaient que des personnages secondaires, cherchèrent à se disculper aux dépens de leurs chefs, et prétendirent n'avoir marché qu'à leur corps défendant. Les vrais organisateurs du mouvement demeurèrent insaisissables. Le 16 avril 1793, le tribunal révolutionnaire de Laval rendit un arrêt et quatre personnes dont le curé Julien Ripault et Guillaume Le Métayer, les deux chefs de la manifestation, furent condamnés à mort mais par contumace car ils s'étaient l'un et l'autre cachés. L'abbé Ripault reparaîtrait bientôt et après la Terreur, en 1797, serait nommé chef de la mission d'Évron. Georges Davoust et René Trouillard furent obligés de s'expatrier, le premier en Allemagne, le second en Angleterre.

### Levée des troupes chouannes
Il reçut l'hospitalité chez Mademoiselle Le Plante à Évron, et sur les conseils de cette dernière qui était une ardente royaliste, il parcourut à partir de l'an III les communes de La Chapelle-au-Riboul, Marcillé-la-Ville, Champéon, Le Horps, Poulay, Montreuil, Saint-Loup-du-Gast, Charchigné, Le Ribay, Le Ham, Hardanges, Champgenéteux, enrôlant partout des partisans. Champgenéteux dut fournir un assez fort contingent, car la famille Le Métayer avait des parents dans cette commune au village de la Haie au Longe. 
Il paraît certain qu'il ne portait pas d'armes et n'en fit jamais usage. Il se chargeait des recrues, enrôlait les soldats, dirigeait les expéditions et assistait aux combats, mais sans y prendre part, sa qualité de clerc lui défendant l'effusion de sang.  
Rochambeau, de caractère lent et indécis, sa division se borna au départ à intercepter les communications entre Alençon et Mayenne. Sa division prit part aux affaires de Mayenne en 1793, du Ribay, de Lanoy, de Niort, et du Loré en 1794. Puis, quand M. de Frotté vint se mettre à la tête de l'insurrection normande, à partir du printemps 1795, sa division passa à l'armée de Frotté comme volontaire attaché à l'escorte du général, alors, sa division prit part à tous les combats qu'ils livrèrent aux troupes républicaines. 
Les aides de camp de Rochambeau furent  :
- Michel Garnier, dit L'Intrépide la Couronne (ou plus simplement la Couronne), propriétaire à Mayenne, capitaine de Rochambeau ;
- Michel Leroux dit L'Aimable (et aussi Sans Grâce[s]), originaire de Charchigné, laboureur au Horps, lieutenant de Rochambeau, homme intrépide qui montra pour son chef en toutes circonstances, un dévouement à toute épreuve ;

Parmi ses autres lieutenants figurent :
- Marin Étienne Gaudon, dit Duchemin, laboureur ;
- Marin Aufray, dit La Forêt, tisserand ou laboureur à Chantrigné ;
- Aufray Garnier, dit Jolibois, frère de Michel Garnier ;
- François Salin, dit Cœur d'Acier, laboureur à Hardanges ;
- Le Brun, dit Pas-Perdu, serrurier ou armurier à Charchigné ;
- L'Enfant, dit La Fleur, de Charchigné ;
- Jean Cibois, dit Deslauriers ;
- Paul-François de Gaulejac, dit Renault l'Invincible (né à Marminiac dans le Lot en 1754, ancien émigré, rejoint Rochambeau dans le courant de 1795);
- Thomas Cosseron, dit Lavandol ou Lowendal;
- Lemarié, dit Hautbois,
- Moche, dit Tranquillité,
- Gandin dit Moustache,
- Brault, dit La Montagne,
- Lottin, dit La Rochette, du village de la Bigottière,
- Jean Sabran, dit Dumourin,
- Chaperon, dit le Rochejacquelein,
- Angot, dit Charette, du village de Boulais …

Les Chouans de la Mayenne portaient des noms de guerre évocateurs  : La Guerre, Monte à l'assaut, Saute le Pas, Bataille…

### Conflit avec François Thiroux de Médavy
La division chouanne de La Chapelle-au-Riboul, de peu d'importance, rayonnait, pour ainsi dire, sur la route d'Alençon à Mayenne, et comprenait un certain nombre de communes à l'est de la route d'Ambrières-les-Vallées, depuis Le Horps et Le Ribay jusqu'aux environs de Villaines-la-Juhel et d'Averton. Elle ne se composait guère de Manceaux et elle était placée dans le ressort du commandement supérieur de Scépeaux; elle était en situation d'intercepter les communications entre Alençon et Mayenne. Elle obéissait au jeune Le Métayer, dit Rochambeau ou l'abbé, parce qu'il était clerc tonsuré au moment de la Révolution, d'un caractère lent et indécis. 
En 1795, François Thiroux de Monregard, des environs de Sées (Orne), se présenta à la division de La Chapelle-au-Riboul, avec des parchemins lui donnant le titre de général en chef de toutes les armées catholiques et royales de l'Ouest, titre qui plaçait Charette, Stofflet, Puisaye, de Scépeaux, de Frotté et leurs subordonnés à une grande distance au-dessous de lui. La prétention de Thiroux, appuyée sur cette assez singulière raison que sa femme possédait des terres à Sainte-Gemmes-le-Robert, dans le territoire de la division, choqua Rochambeau, mais comme en définitive il conservait le commandement réel, il se laissa dépouiller de son commandement. Ce prétendant sans aucun droit nomma comme chef du canton un transfuge républicain, Mézeray.
Lors d'une visite de Claude-Augustin de Tercier, un commandant de de Scépeaux, en avril 1796 , Rochambeau fut rétabli dans ses pouvoirs. Voici comment de Tercier relate ces faits :
"Depuis que j'avais pris le commandement de ma division, je n'étais point encore allé visiter le canton de Mayenne, qui en faisait partie, et dont le chef, surnommé Rochambeau, m'avait souvent prié de venir passer la revue. Il avait huit cents hommes et agissait toujours séparément, parce que, placé à l'extrémité de mon commandement, son trop grand éloignement ne me permettait pas de l'appeler à mes rassemblements, et que sa présence était nécessaire dans son pays. Il se bornait à me rendre compte, et à me demander des instructions.
Je profitai d'un instant de repos pour me rendre chez lui. Je laissai en mon absence le commandement de ma division à M. Pierreville. Je partis avec mes deux adjudants et une simple escorte de quatre cavaliers. J'arrivai à la nuit au bourg de Bais, dont les Bleus venaient de sortir. Un quart d'heure plus tôt, nous tombions entre leurs mains. Nous fûmes coucher à une lieue plus loin. Le lendemain, nous nous remîmes en route, et, sur le soir, j'arrivai au village de Champgenéteux; je demandai le capitaine de la paroisse; il arriva et nous conduisit à une métairie, où les chefs et officiers avaient coutume d'aller prendre l'ordre. J'y trouvai M. de Peyssac, dit l'Invincible, commandant en second du pays.
Après m'avoir informé de la situation de son canton, et de ce qui pouvait concerner le service militaire, M. de Peyssac me dit que son canton ne faisait plus partie de l'armée de M. le vicomte de Scépeaux, que Rochambeau avait donné sa démission. Puis me montrant M. Thiroux de Monregard, il m'ajouta :
-- C'est monsieur, qui est maintenant notre général.
Étonné, surpris d'un tel langage, je regardai fixement ce nouvel officier, qui, avec un air d'aisance et satisfait de lui-même, me dit:
-- Oui, monsieur, c'est moi qui le suis.
Rempli encore plus d'étonnement, je priai ces messieurs de me dire par quels ordres s'étaient opérés des changements aussi subits, et que j'avais peine à concevoir. Alors, ce prétendu général, qui depuis trois mois seulement avait quitté l'armée républicaine, où il n'était que simple capitaine, me dit qu'il avait été nommé par les officiers du canton, et que M. de Peyssac était maintenant chef de division, et que M. Rochambeau avait donné sa démission. Il m'ajouta qu'ayant déjà levé une compagnie du côté de Pré-en-Pail, sur la route d'Alençon, il comptait former dans ce pays une armée de huit mille hommes en infanterie, cavalerie et artillerie; puis il me déroula un plan fort ridicule. Je lui répondis que tout cela était fort beau sur le papier, mais que je ne souffrirais jamais une telle innovation. M. de Peyssac voulut appuyer les intentions de son prétendu général; je lui demandai alors en vertu de quel ordre il s'était permis de pareils changements, au mépris de toutes lois militaires. Depuis quand, ajoutai-je, messieurs, des chefs subalternes se croient-ils autorisés à se soustraite au commandement de leurs généraux, pour se créer eux-mêmes et se substituer à leur place ? Où en seraient, messieurs, nos armées, si chacun se constituait ainsi en généralat? Il n'y aurait plus alors que confusion et anarchie; mais, moi, qui suis votre chef, je ne souffrirai point une telle infraction, destructive de tous les principes de discipline militaire. M. le vicomte de Scépeaux est seul reconnu par le roi comme général en chef de nos départements. Vous deviez d'abord lui soumettre votre plan; et c'était par mon organe que devaient lui être faites vos demandes. Voilà la hiérarchie militaire. Vous parlez d'une nouvelle organisation; à qui l'avez-vous soumise? Qui l'a approuvée? De qui tenez-vous vos pouvoirs? Je ne reconnais dans nos armées que celle qui est en pratique.
-- Non messieurs, je vous le répète; je ne souffrirai point de pareils abus, et j'instruirai promptement le général du désordre qui règne ici. De quel droit M. de Peyssac a-t-il pris le commandement de M. Rochambeau?
-- Il a, me disent-ils, donné sa démission.
-- Eh bien, messieurs, vous deviez m'en instruire, afin que j'en rendisse compte au général, qui seul a le droit de nommer aux emplois supérieurs; j'entends que tout soit remis sur l'ancien pied, et j'ordonne à M. de Peyssac de faire assembler demain MM. les officiers.
Puis me tournant vers l'officier républicain, que je soupçonnai être l'auteur de tout ce bouleversement:
-- Quoi, lui dis-je, monsieur, à peine entré dans nos rangs, et déjà vous prétendez au poste de général indépendant! c'est une ambition outrée et peu modeste…
Il parut embarrassé, déconcerté… Je rompis notre entretien, et demandai qu'on nous servît à souper, pour aller ensuite me reposer.
Je me rendis le lendemain, après la messe, à la ferme que j'avais indiquée pour le lieu du rendez-vous. Avant d'y aller, je m'entretins quelque temps avec le curé du canton et plusieurs officiers, à qui je fis sentir tout l'odieux et le danger de l'intrigue, dans laquelle on les avait engagés. Ils convinrent qu'ils avaient été dupes. J'arrivai à la ferme, où je trouvai Rochambeau. M'adressant alors à lui:
-- Monsieur Rochambeau, lui dis-je, j'ai été fort surpris que vous eussiez donné votre démission à d'autres qu'à moi; je devais la recevoir pour la faire passer au général et prendre ses ordres. En conséquence, sachez, messieurs, qu'on ne peut point se créer soi-même.
Rochambeau me dit que ces messieurs la lui avaient demandée pour le bien du service, et que cette raison l'avait fait céder à la proposition qu'on lui avait faite.
-- Eh bien! moi, je vous dis que le bien du service et du pays exige que vous repreniez votre commandement, et je vous l'ordonne.
Le capitaine républicain avait cru devoir se dispenser de se trouver à l'assemblée. Je prescrivis fermement à Rochambeau de faire respecter son autorité, et d'intimer au capitaine l'ordre de retourner à sa compagnie, et de ne plus souffrir à l'avenir de pareils désordres.
Tous les officiers parurent fort contents de la résolution que je venais de manifester. Ils vinrent s'excuser auprès de moi de leur erreur. C'étaient presque tous des jeunes gens, peu au fait du service, et qui avaient agi par l'influence des chefs. Rochambeau me remercia en pleurant; il me dit qu'il serait mort de chagrin d'un désagrément qu'il n'avait point mérité, et me promit qu'il se comporterait à l'avenir avec autant de fermeté qu'il se battait; c'était sans contredit le plus tenté de former de nouvelles intrigues. Je montai à cheval, et lui dis, en partant, que je reviendrais sous peu de jours m'assurer par moi-même du rétablissement de l'ordre dans ce pays. Il me quitta les larmes aux yeux, tant il était satisfait."

### La Baroche-sous-Lucé
À la fin 1794, leurs rassemblements avaient acquis en réalité une certaine importance. Ils avaient désarmé tous les bourgs du pays et même deux petites villes du district de Mayenne, Villaines-la-Juhel et Ambrières ; mais une attache dirigée contre le cantonnement de La Baroche-sous-Lucé (Orne), qui renfermait une cinquantaine d'hommes, par un nombre à peu près égal de chouans de la division de Le Métayer, échoua complètement. Le cantonnement, disséminé dans trois postes séparés, se défendit courageusement sur tous les points. L'attaque principale contre le presbytère, où se trouvaient renfermés le commandement et les officiers, par Le Métayer lui-même, fut menée mollement, et les assaillants se dispersèrent au hasard, sans se replier sur les autres détachements. Il y eut quelques morts des deux côtés. Billard reçu trois blessures, ce qui ne l'empêcha pas de charger sur ses épaules le cadavre d'un camarade qui venait d'être tué à côté de lui, pour le dérober à l'ennemi; "mais un nouveau feu me força à l'abandonner, pour la première et dernière fois dans toutes les actions où je me suis trouvé". Il était toujours le premier au péril. Deux de ses camarades, Graindorge et Papouin, ayant été arrêtés à Loré et conduits à Domfront, il conçut le projet de les délivrer de vive force et, pour étudier les lieux, il se déguisa en paysan et pénétra dans la ville, un jour de marché, un panier de volailles à un bras et un mauvais bâton à l'autre main. Il s'introduisit même dans la prison et parvint à voir les deux détenus. Ils étaient trop bien gardés pour qu'on pût tenter de les arracher de là. Il fut convenu qu'on les enlèverait sur la route, lors de leur translation à Rennes, où ils devaient être jugés. Les chouans furent arrêtés malgré leurs sauf-conduits; mais à Domfront, les deux administrateurs Barbotte et Guillais, chargés par le Comité de salut public de régler tout ce qui avait trait à la pacification, se hâtèrent de les faire mettre en liberté.

### Le Ribay
La plus grande partie de l'an III, Rochambeau fit sa demeure au village du Bourdonnet chez une demoiselle Saule ou Le Saule, sa cousine, fille de son parrain, avec laquelle on a dit qu'il avait des relations intimes. Ces principales actions au début de l'an III ont été autour du Ribay :
- La nuit de 4 au 5 février 1795, Rochambeau et sa bande envahissent le bourg du Ribay, où ils désarmèrent les gendarmes, un cantonnement retranché sous les ordres du capitaine Antelle. Vers 23h, le 4 février (16 pluviôse an III), une bande armée pénétra dans le bourg du Ribay. Elle obligea le greffier de la municipalité de la conduire à la maison commune qu'elle pilla.  Les hommes de troupe s'emparèrent des papiers et registre qui y étaient déposés, les portèrent au pied de l'arbre de la liberté qu'ils abattirent et brûlèrent le tout au milieu de la nuit. De là, ils se transportèrent au domicile de diverses personnes et notamment cher le sieur Baroche, percepteur des impositions pour l'année 1792. Ils trouvèrent chez lui 450 livres qu'ils emportèrent. Ils prirent de la même façon 7 livres chez Daniel Levèque, percepteur des contributions pour l'année 1793.
- Le 23 février 1795, les gendarmes et 7 cavaliers refusèrent d'assurer leur service.
- Le 26 février 1795, l'escorte du représentant du peuple fut accueillie à coups de fusil.
- Le 29 mars 1795 (9 germinal an III), Rochambeau attaque la malle-poste de Paris à Brest, à proximité du bois Lassay, à environ 2 km du Ribay. Le lieu était propice, les chouans s'étaient embusqués dans le taillis d'où ils sortirent tous ensemble pour se précipiter sur la malle. Le courageux postillon fut couvert de blessures. La malle-poste était chargée de 3 millions. Mais, il se peut que les Chouans n’aient prélevé que ce qui leur était nécessaire car Hedouville écrit le 13 juin au général Duhesme qu’on vient d’arrêter un soldat républicain, Gabriel Cocket, porteur de 9 440 F. qui a avoué que cet argent provenait du vol de la diligence.
- À la suite de ces incidents, Aubert-Dubayet se vit renforcer le poste de gendarmerie et recommanda à Duhesme de purger Le Ribay de la Bande de Rochambeau. Un détachement de soldats fut cantonné au Ribay sous les ordres d'un chef de bataillon qui avait le titre de Commandant de la ligne de Mayenne à Alençon. Le premier de ces officiers fut le commandant Gaudin. Il échelonna ses troupes le long de la grande route. Ces mesures ont pu tenir en respect les Chouans jusqu'au 26 novembre 1795, date à laquelle ils volèrent 30 bœufs destinés au cantonnement.

La cachette de Rochambeau fut révélé au chef des troupes républicaines par un soldat qui avait appartenu au 37e régiment d'infanterie et s'était ensuite enrôlée sous les ordres de Rocambeau. Il se nommait Jean-Baptiste B...d. 
Le commandant Gaudin se rendit en prairial an III (mai/juin 1795) au Bourdonnet et fouilla la maison de la demoiselle Le Saule chez laquelle il ne trouva rien.
Le commandant Gaudin cerna le hameau à plusieurs reprises avec ses troupes, sans pouvoir arriver à un résultat; mais le 19 juin 1795 (1er messidor an III), prévenu que le chef des chouans se trouvait au Bourdonnet avec une partie de ses hommes, il s'y porta avec des forces suffisantes, attaqua vigoureusement Rochambeau qui fut obligé de fuir avec les siens, laissant sur le terrain des morts et des blessés. L'attaque et le combat eurent lieu pendant la nuit ; les ténèbres favorisèrent la retraite des chouans. À la suite du combat, on arrêta un habitant, Guillaume Gibon, soupçonné d'être un partisan de Rochambeau. Conduit au Ribay sous escorte, il subit un long interrogatoire ; on mit beaucoup de bonne volonté pour reconnaître en lui un patriote dévoué et un bon républicain, et on le remit en liberté.
Les chouans étaient battus et mis en déroute ; mais le mois suivant ils prirent leur revanche. Dans une rencontre qui eut lieu sur le territoire de la commune du Ham, le commandant Gaudin fut tué (8 thermidor an III).

### Escarmouches et pacification
La lutte dura encore trois années pendant lesquelles les communes des environs furent le théatre de vols et de pillages journaliers : chouans et bleus les rançonnaient sans merci.  Toutefois dans les derniers temps, Rochambeau dut se monter plus circonspect. Ses moindres sorties furent surveillées, et il n'avait pas moins à redouter des révélations qui pouvaient être faites par des traites ou des habitants fatigués par ses incursions, qu'il n'avait à craindre des escarmouches à main armée avec les soldats de la République. Après la pacification de 1796, les insurgés étaient restés cachés dans le pays. 
En février 1797, Gaulejac est arrêté avec les dames Chauveau, qui avaient brodé des drapeaux blancs, et un nommé Dubois, se disant marquis de La Geslinière, en réalité espion du gouvernement. Gaulejac est finalement relaxé.
En novembre 1797,  Gaulejac succède à Rochambeau. Il est tué le 1er avril 1799 à Montreuil .
Quelque temps plus tard, les Chouans du major général Bourmont se rappelleront « au bon souvenir » de La Geslinière et lui réservèrent le sort qu’on réserve au scélérat.

### Capture
Jusqu'à l'an VI, Rochambeau évita avec un bonheur inouï les pièges qui lui furent tendus et lutta, le plus souvent avec succès, contre des forces trois ou quatre fois supérieur.  
Rochambeau n'avait pas pour ainsi dire de résidence fixe. Il était resté quelque temps au village du Buffet puis s'était un peu rapproché du Horps où il avait un grand nombre de partisans : le centre de ses opérations parait avoir été, avant son arrestation, le hameau de l'Aunay des Bouillons qu'habitait son lieutenant Le Roux. Il n'y était pas continuellement, il allait souvent à la Chapelle-au-Riboul où il était plus en sûreté, mais il n'était jamais bien longtemps sans revenir avec les siens.  
Ses mouvements furent épiés par le détachement de soldats en garnison au Ribay et par le cantonnement de Champéon ; on voulait en finir avec un homme qui depuis trois ans tenait en échec tout un corps de troupes régulières ; mais quoique très active, la surveillance exercée contre lui fut inefficace. Les tentatives de surprises échouèrent successivement ; nous savons que les coups de force n'avaient pas eu un meilleur résultat. 
Mais, en 1798, six gendarmes dont quatre de Laval (Dominique Simpée, Pierre Galot, Martin Hurpin (dit Martin Trompette) et Gabriel Anger) et deux de Mayenne (Miche Contro et Thomas Bruneau), déguisés, parcoururent les environs de La Chapelle-au-Riboul et d'Hardanges où ils s'étaient cachés. Ces gendarmes se donnaient pour des émigrés chargés de mission du Roi : ils allaient dévotement à la messe de prêtres non assermentés. 
Le 17 prairial, ils entrèrent dans la métairie des Gemelles. Le métayer sans défiance fit demander sur-le-champ le nommé Le Saule, émissaire de Rochambeau, trouvé là par hasard, lequel promit de leur faire parler de celui-ci, et de leur trouver un asile pour les cacher jusqu'au moment où ils recevraient des ordres pour marcher contre la République ; il les fit ensuite conduire au village de l'Aunay des Bouillons (commune de Saint-Germain-de-la-Coudre), les assurant qu'ils seraient reçus par de véritables royalistes.
Le lendemain matin, le métayer vint les faire lever et les conduisit dans une pièce de genêts pour y être plus en sûreté ; car il avait été informé qu'un détachement du cantonnement de Champères était sorti, et il craignait qu'il ne fût à leur poursuite. Ce fut lui qui leur apporta à manger à toutes les heures de repas, en leur défendant de se faire voir. Vers le soleil couchant, Le Saule vint les retrouver dans le champ de genêts  : " Prenez courage, mes amis, leur dit-il, les affaires vont bien ; je viens de La Chapelle-au-Riboul, j'ai communiqué votre arrivée à M. Rochambeau, il se rendra ce soir dans cette commune, et on vous dira, sans armes, de concerter avec lui". Il donna ensuite un guide pour les conduire, par ordre de M. Rochambeau, chez Leroux, dit l'Aimable, lieutenant de chouans, résidant au village de l'Aunay des Bouillons. Ils arrivèrent à onze heures du soir chez Leroux, où ils trouvèrent le souper prêt. "Soyez les bienvenus, leur dit Leroux, j'espère que vous êtes de mon parti et que nous mettrons sous peu le pays au pas". Le souper fini, il les conduisit dans une grange pour y coucher.
Le lendemain matin, le 19 prairial an VI, il alla les visiter avec plusieurs chouans, et leur dit qu'il fallait se retirer, pour plus grande sûreté, dans une pièce de blé voisine, parce que sa maison était souvent fouillée par les bleus, à raison d'un prêtre qu'il y recelait. L'Aimable leur apporta à dîner, et leur dit de prendre patience, qu'ils partiraient vers les dix heures du soir pour aller trouver M. Rochambeau. Il leur conseilla de se lier avec le nommé La Couronne, son capitaine, soldat intrépide qui se tenait habituellement avec ledit Rochambeau, ajoutant que ce serait avec lui qu'ils attaqueraient les malles et les diligences pour l'aider à subsister. Vers les dix heures du soir, l'Aimable vint les chercher dans la pièce de blé, accompagné du nommé Petit-Jean, puis ils partirent.
Après une demi-lieue de marche, l'Aimable, les arrêtant, dit à Petit-Jean : "Prenez un de ces messieurs, qui va déposer ses armes entre les mains de ses camarades, et conduisez-le à M. Rochambeau". Ils députèrent un d'entre eux (Gabriel Anger) qui se rendit à la métairie de la Plissonnière du Horps, chez un nommé Martellière, où était Rochambeau. Celui des gendarmes député aborda Rochambeau en le saluant et lui dit qu'il se rendait à ses ordres et sans armes ; celui-ci l'invita à s'asseoir et lui demanda qui il était. Le gendarme répondit s'appeler Louis-Auguste Laune, dit Langlais, cousin germain du ci-devant gouverneur de la Bastille, être natif de Senlis et être émigré depuis 1791. Il ajouta qu'il arrivait d'Angleterre, et que, sur le bruit de sa réputation, il était venu avec ses camarades lui demander du service et des moyens d'exister. Rochambeau consulta un instant un habitant de la maison ; puis il dit qu'il fallait se disperser un à un dans des lieux indiqués, déposer les armes dans des genêts où il serait impossible de les trouver, et où ils les reprendraient au premier signal ; que, quant à l'argent nécessaire à leur existence, il attendait tous les jours des renseignements pour en toucher. Le gendarme lui observa alors que ses camarades devaient s'ennuyer dans l'endroit où il les avait laissés, et il le pria de les faire entrer dans la maison. Rochambeau fit un peu de résistance ; cependant, il envoya chercher l'Aimable, resté avec eux pour en conférer, et choisir ensuite les lieux où il serait convenable de les placer. 
L'Aimable vint, après avoir laissé à une portée de fusil de la maison les cinq autres gendarmes, avec défense expresse d'entrer. Ceux-ci observèrent les passages de la maison et la cernèrent aussitôt ; un instant après, ils entrèrent, en saluant M. Rochambeau, qui leur offrit des chaises. Ils refusèrent les chaises que Rochambeau leur offrait. Ils l'entourèrent vivement ainsi que Le Roux et les sommèrent tous deux de se rendre, ce qu'ils firent après un instant de résistance. Un individu qui était là s'enfuit à la faveur de la nuit : c'était probablement Petit-Jean. Le gendarme Contro déchargea sur lui ses deux coups de fusil, mais sans l’atteindre.
Ces coups de fusil amenèrent le cantonnement du Ribay, embusqué non loin de là à l'arrêter dans la ferme de la Plissonnière, près du village de l'Aunay des Bouillons avec Leroux, dit L'Aimable, cultivateur au Horps, l'un de ses aides de camp.
On n'a trouvé sur Rochambeau qu'une lettre avec cette suscription : à Némorin, et signée Estelle.
Rochambeau et Le Roux furent conduits au Ribay, où ils furent l'objet de la sympathie des uns, de la brutalité des autres et de la curiosité de tous. Ils n'y restèrent que peu de temps : ils furent conduits sous bonne escorte à la maison d'arrêt de Mayenne.
En récompense de cette opération ,, le ministre de la guerre accorda à chacun des six gendarmes un sabre et un habit avec veste et culotte.

### Procès-verbal d'arrestation
Voici la retranscription du procès-verbal d'arrestation de Rochambeau.
"7 prairial an VI - Gendarmerie Nationale - Département de la Mayenne - Procès-verbal des nommés Rochambeau et l'Aimable.
Dominique Simpée, Pierre Gallot, Matin Hurpin, Gabriel Anger, Gendarmes à Laval. Michel Contro, Thomas Bruneau, Gendarmes à Mayenne.
Aujoud'hui, dix-sept priarial, l'an six de la République française, une et indivisible.
Nous soussignés, Dominique Simpée, Pierre Gallot, Matin Hurpin et Gabriel Anger, Gendarmes nationaux des Brigades de Laval. Michel Contro et Thomas Bruneau, de la Brigade Mayenne, certifions qu'en vertu des ordres des citoyens Des Mazières, notre capitaine et Durocher, lieutenant, en date d'hier, nous sommes partis ce jour de notre résidence pour nous rendre au bourg du Horps, afin d'arrêter le nommé le Métayer dit Rochambeau et autres brigades de sa troupe, en conséquence nous avons parcouru les communes d'Aron et Marcillé, et nous sommes rendus au bourg du Horps, environ les quatre heures du soir. Observant que nous étions tous les six bien déguisés, en nous faisant passer pour ci-devant chefs des Vendéens et émigrés, débarqués d'Angleterre depuis quelques jours, nous sommes entrés dans la Métairie des Jumelles, nous y avons soupé et nous nous sommes informés s'il n'y avait point quelques chefs des ci-devant chouans, que nous désirions bien nous concerter avec eux, le métayer a fait demander sur le champ le nommé Le Saule, émissaire du dit Rochambeau ; cet émissaire ayant paru, il nous a promis de nous faire parler au dit Rochambeau et qu'il tâcherait de nous procurer un lieu convenable pour nous cacher jusqu'au moment qu'on donnerait des ordres de marcher contre la République, ensuite il nous a fait conduire au village de l'Aunay des Bouillons, et nous a assuré que c'était de vrais royalistes et que nous y serions bien reçus : le métayer de la dire métairie ayant appris le lendemain matin qu'il était sorti du détachement du cantonnement de Champéon, craignant que ce ne fut pour être à notre poursuite est venu sur le champ nous faire lever, et nous a conduit dans une pièce de terre sous des genets pour y être en plus grande sûreté, nous promettant de nous avertir au cas que le détachement passerait dans les environs, le même métayer nous a apporté à manger et à boire, à toutes les heures de repas en nous défendant bien de nous faire voir.
Vers le soleil couchant, le dit le Saule est revenu nous trouver dans le champ de genets et nous a dit : prenez courage mes amis, les affaires vont bien, je viens de la Chapelle-au-Riboul, où j'ai vu Monsieur de Rochambeau, je lui ai donné connaissance de votre arrivée ; il m'a répondu que demain, vers le soir, il se rendrait dans cette commune, et que un de vous se rendrait sans armes, serait conduit par devant lui, pour se donner à connaître, et ensuite pour se concerter avec lui. Ce dit le Saule nous a dit qu'il n'avait jamais porté les armes ; mais qu'il était prêt à l'instant de les porter, et qu'il imiterait Saint Paul, qu'il porterait le petit couteau pour saigner tous ceux qui ne seraient pas du parti royaliste, ensuite il nous a donné un guide pour nous conduire par ordre de Monsieur Rochambeau chez le nommé Le Roux, dit l'Aimable, lieutenant des chouans résidant au village de l'Aunay des Bouillons, pour être en plus grande sûreté. En arrivant chez le dit l'Aimable,vers les onze heures du soir, nous avons trouvé la table couverte et le soupé prêt, il nous  dit : Soyez les bienvenus, mes amis, vous êtes tombés chez un vrai royaliste, et qu'il détestait le Gouvernement Républicain, j'espère que vous êtes des hommes de mon partie, et que sous peu nous mettrons le pays au pas ; aussitôt le soupé finir, il nous a conduit dans une grange pour nous y coucher ; le lendemain matin, il est venu avec plusieurs chouans, et nous ont dit : soyez bienvenus, mais il faut, mes amis, vous retirer dans une pièce de bled ici près, où je vais vous conduire pour être en plus grande sûreté, parce que ma maison est souvent fouillée par les Bleus ou les Gendarmes à raison qu'il s'y retire souvent un prêtre.
Le dit Aimable, en nous apportant à diner dans la dite pièce de bled nous a dit : vous vous ennuyez, Messieurs, prenez patience, ce soir vous aurez le plaisir de voir Monsieur de Rochambeau, prenez patience, mes amis, les affaires vont bien, toutes les communes du canton n’attendent que le signal pour prendre les armes, et moi, quoi que je suis marié, je serais le premier à les porter ; je me fais fort de faire prendre les armes à tous les déserteurs du pays ; le dit Aimable est revenu nous voir et nous a dit derechef que vers les dix heures du soir, nous partirons pour aller trouver Monsieur de Rochambeau, et qu'il fallait qu'un de nous se détache sans armes pour aller conférer avec lui, et qu'ensuite dans la commune d'Hardanges ou la Chapelle-au-Riboul où nous avons trois cantonnements qui parcourent continuellement nos contrées.
L'Aimable nous a conseillé de nous lier d'amitié avec le nommé la Couronne, son capitaine, qui se tenait habituellement avec Rocambeau, et que c'était un soldat intrépide et vaillant et qu'il nous procurerait de grands avantages, que nous attaquerions avec lui les malles et diligences, et cela nous procurerait du numéraire pour nous aider à vivre ; il nous a aussi dit que Messieurs de Rochambeau, de l'Invincible et la Couronne avaient attaqué plusieurs fois les malles et diligences et ils y avaient trouvés des sommes considérables, et que pour bien réussir il fallait faire cette attaque entre le Ribay et Pré-en-Pail ; que si cette attaque se faisait sur le territoire de notre commune, elle en serait responsable conformément à la loi, ajoutant encore que très souvent les malles et diligences ne sont escortées que par deux volontaires ou deux cavaliers, et qu'il serait très facile de s'emparer de l'argent que se trouve dans les voitures publiques appartenant à la République ou à quelques marchands républicains ; ensuite il nous a quitté ; et est revenu nous retrouver dans la dite pièce de bled, environ les dix heures du soir, accompagné du nommé Gripon la Motte, Petit-Jean, il nous dit : allons, mes amis, partons pour aller trouver Monsieur de Rochambeau : à leur invitation nous les avons suivis l'espace d'une demi-lieue ; après nous être arrêté, l'Aimable dit à Petit-Jean : prenez un de ces messieurs qui va déposer ses armes entre les mains d'un de ses camarades, et allez vous rendre avec lui pour parler avec Monsieur de Rochambeau : l'un de nous que nous avons nommé député, pour se rendre vers Monsieur Rochambeau accompagné de Petit-Jean et se sont rendus à la métairie de la Plissonnière où ils ont trouvé Monsieur Rochambeau ; notre camarade député se nommait Langlais, arrivé à la dite métairie trouva Monsieur, le saluant lui dit : Monsieur, je me suis rendu à vos ordres, et sans armes, tel que vous l'avez ordonné ; il m'invita de m'asseoir et me demandant qui j'étais, je lui répondis, que je me nommais Louis-Auguste Laune, dit Langlais, cousin germain du ci-devant Laune, gouverneur de la Bastille, natif de Sanlix, habitant Saint-Maxan, émigré depuis quatre-vingt-onze, que je revenais d'Angleterre avec mes camarades ; étant venus dans ces contrées, et ayant appris votre réputation, je viens vous prier de nous donner du service ou de nous donner les moyens de nous rendre dans nos foyers.
Le dit Rochambeau a répondu qu'il était impossible de pouvoir rentrer au sein de notre famille, et s'étant de suite consulté avec un habitant de la dire maison, a dit qu'il était à propos de nous disperser un par un, en exposant que six réunis ensemble seraient aperçus, et qu'il fallait déposer nos armes sous une berge de genets qu'il allait nous renseigner, qu'il serait impossible de les trouver, et que nous serions à même de les reprendre au premier signal ; lui ayant exposé notre misère et que nous étions sans ressource, a répondu qu'il attendait de jour en jour des renseignements pour toucher de l'argent, je lui ai demandé qu'il ait la bonté de laisser entrer nos camarades dans la dite maison, qu'il devaient être ennuyés dans l'endroit où il les avait laissés ; à cette demande il a fait un peu de résistance, cependant il a envoyé Petit-Jean chercher l'Aimable qui était resté avec mes camarades, disant que c'était pour conférer avec lui et indiquer les endroits où il jugerait convenable de nous placer. Le dit Petit-Jean, ayant parti sur le champ, est revenu avec l'Aimable et a laissé mes dits camarades à une portée de fusil de la maison, avec défense d'y entrer ; en conséquence nous Sempée, Gallot, Hurpin, Contro et Bruneau nous avons examiné leurs passages, et les avons suivis à vue, et aussitôt qu'ils ont entré dans la maison, nous l'avons cerné et un instant après, nous y sommes entrés en saluant Monsieur Rochambeau ; aussitôt il nous présenté des chaises, ce que nous avons refusé en l'entourant pour nous saisir de sa personne, ainsi que de celle de l'Aimable ; ils ont voulu faire quelque résistance, les ayant sommés, au nom de la loi, de se rendre en leur déclarant que nous étions gendarmes, ce qu'ils ont fait. Contro, l'un de nous, qui était à la porte vit un homme sortir de la Grange, n'ayant pu l'arrêter a tiré sur lui ses deux coups de fusil, il ignore s'il a été blessé ; ensuite le dit Rochambeau et l'Aimable au Ribay, nous les avons fouillés et ne leur avons trouvé aucunes armes, seulement une lettre qui était dans la poche de Rochambeau à l'adresse d'un nommé Némorin, signée : Estelle, laquelle est ci-jointe. Nous avons invité le citoyen Foulon, commandant de la gendarmerie du Ribay et le commandant de la force armée du dit Ribay de nous fournir une escorte suffisante pour les conduire dans la maison d'arrêt de Mayenne et de là dans celle de Laval.
De tout quoi nous avons rédigé le présent procès-verbal sous nos seings, ces dits jours mois et an que de l'autre pari. Dix mots rayés nuls approuvé et deux mots en interligne.
Pour copie conforme, signé : Sempée, Gallot, Hurpin, Anger, Bruneau, Contro.
Pour copie conforme le capitaine commandant, de Mazier."

### Condamnation
Rochambeau et L'Aimable furent conduits ensuite à Laval et, enfin, de là, dirigés sur Tours par le Mans. 
À la suite d'une demande de témoins formulée par la commission militaire, le Directoire répond le 19 juin qu’il n’y en a pas besoin  : « Quand tout un département accuse et condamne, un tribunal peut facilement se déterminer ». Ils y comparurent devant le conseil de guerre le 5 thermidor an VI (23 juillet 1798). Ils furent accusés de conserver des armes. 
Le procès ne fut pas longuement instruit : les administrateurs du département avaient fait des démarches pour obtenir que les deux chouans fussent jugés promptement et qu'on n'usât pas d'indulgence envers eux. Le Tribunal militaire se montra obéissant et refusa aux prévenus les délais qu'ils sollicitaient pour établir leur justification. 
Ils avaient un défenseur donné d'office, le citoyen Moizan, à qui, si l'on en croit le journal officiel du département, "on peut reprocher quelques sorties indécentes contre les témoins et des observations trop dures envers le tribunal". 
Après une séance de sept heures, la commission militaire présidée par le général Vimeux, commandant de la 22e division militaire, condamna les deux prévenus à la peine de mort au nom des Droits de l’Homme et du peuple français, Rochambeau à la majorité de six voix, L'Aimable à l'unanimité. 
Rochambeau se pourvut devant le tribunal de Révision, qui par sa sentence du 7 thermidor an VI (25 juillet 1798) confirma le premier jugement. Il n'avait pas grand espoir dans le recours qu'il avait formé, et il avait pris toutes ses précautions : il s'était mis en règle avec son avocat, il fit de même vis-à-vis du gardien de la Prison, Pétéreau, auquel il soucrivit un billet de 36 livres pour diverses fournitures. 
De sa prison de Tours, Rochambeau correspondit avec l'un de ses frères qui habitait le hameau de la Ménagerie, commune de la Chapelle-au-Riboul ; voici une des lettres écrite deux heures avant sa mort :
"Au citoyen le Métayer demeurant au village de la Ménagerie, commune de la Chapelle-au-Riboult, canton de Champéon, département de la Mayenne, poste restante au Ribay.
De la Maison de Justice de Tours, Jeudi, dix heures du matin, 26 juillet 1798.
Mon tendre et honoré frère,
Voilà enfin la dernière fois que je mets la main à la plume pour te tracer mes derniers adieux et pour te remercier de tous les services que tu m'as rendus en vrai et fidèle frère, et en même temps pour t'instruire de la manière dont on nous a jugés. Mes juges, je crois, m'ont jugé par prévention ainsi que mon confrère, et sur le seul témoignage des six gendarmes qui nous ont arrêtés. Cette cause n'étant point de leur compétence, et les six gendarmes ne pouvant être tout à la fois nos dénonciateurs et nos témoins à charge, il résulte nécessairement que notre jugement n'a pu être rendu qu'en vertu du procès-verbal du citoyen Baglin, accusateur public près le tribunal criminel du département de la Mayenne intime ami du citoyen Pestin ; car le ministre de la Guerre et le ministre de la Police avaient donné ordre au tribunal militaire de Tours de nous mettre en jugement le plus tôt possible, ce que ledit trinunal militaire a ponctuellement exécuté, de sorte que nous n'avons pas eu assez de temps pour pouvoir faire venir de chez toi nos pièces jstificatives. Et on nous a jugés lundi dernier, 23 juillet 1798, à la peine de mort, par le témoignage de six gendarmes qui nous ont arrêtés à la Plissonnière, dont il en a deux dont nous avons réfuté le témoignage, parce qu'ils étaient reconnus comme faux témoins, vu que ces deux mêmes scélérats avaient fait arrêter la famille Chauveau, et avaient servi de faux témoins contre elle. Nous avons donc été jugés comme embaucheurs seulement, parce que ces six gendarmes avaient mis dans leur procès-verbal que nous avions voulu les enrôler au service du Roi, ce qui est absolument faux. Et quand même cela aurait été, le tribunal militaire ne pouvait nous juger ; mais il devait nous renvoyer par devant le Tribunal Criminel de notre Département, seul compétent pour cette cause, attendu que la loi dit, que tout embaucheur qui sera pris sans armes, sera renvoyé par devant son tribunal ; mais on n'a pas voulu nous entendre, vu les ordres du ministre de la Guerre et du ministre de la Police. Les ennemis de notre département m'avaient représenté comme un homme dangeureux à l'Etat et comme ayant la confiance du public, de sorte qu'il me faut subir à midi la mort que j'attends avec courage et honneur ; et je porterai le beau nom de Rochambeau jusqu'à cette heure seulement, après quoi je serai oublié dans les mémoires des vivants. Cependant, mon tendre frère et amis, à tous mes bienfaiteurs, et, entre autres, à ma Bienfaitrice, et dis-lui que pour ces bienfaits, je prierai Dieu pour elle et sa chère enfant ; dis-lui aussi qu'elle me recommande à Mademoiselle Agathe Laplante et à toutes ses soeurs, aux prières desquelles je me recommande également. Ne m'oublie pas aussi auprès de mes grands parents, à qui je recommande ton fils Victor, mon filleul, auprès de la Baroche et de sa famille, auprès de mes parents de la Haie au Long et auprès de toute ma famille en général, ainsi que tous mes amis : dis-leur à tous que je meurs innocent et que je meurs comme un homme digne de mes sentiments : je finis, car l'heure approche, et déjà, j'aperçois de sang-froid tous les préparatifs funèbres ; mais je vais mourir plein de foi et d'honneur. Ne me regrette point, ne t'afflige point sur ma mort ; En vrai catholique et Romain, je la pardonne à tous ceux qui en sont cause, ainsi que mon confrère. Reçois plus tendre adieux et les plus tendres embrassements de celui qui est jusqu'au moment de la mort,
Ton frère :
LE METAYER, dit ROCHAMBEAU".
En marge on trouve : "Je m'étais rappelé au Tribunal de Révision; mais partout j'ai trouvé la mort, quoique mon défenseur officieux m'ait défendu le mieux du monde et ait prouvé clairement mon innocence" et "Je te prie mon cher et honoré frère, si la présente peut te parvenir, d'envoyer le citoyen Gaspard chargé de cent cinquante livres, dont il en remettra cent livres au citoyen Moizan, mon défenseur officieux, qui lui remettra un billet de cent livre que je lui ai consenti pour sa peine".
Le tout fut acquitté par la famille le 11 vendémiaire an VII.
Le frère de Rochambeau auquel étaient adressés les deux lettres se rendit à Tours, où il arriva avant l'exécution de Guillaume. Il lui ressemblait beaucoup, ce qui le fit reconnaître. Il fut averti de s'abstenir de faire des démarches. Il se conforma au conseil qui lui était donné, et retourna à la Chapelle-au-Riboul.

### Exécution
Ils furent fusillés à Tours le 8 thermidor an VI (26 juillet 1798) sur la place d'Aumont. Tout au long du chemin qui les conduit à leur supplice, ils continuent à manifester vaillamment leur ferveur contre-révolutionnaire en chantant l’air homicide du Réveil du Peuple et en criant à diverses reprises  : « Vive le Roi, vive la Religion ». Rochambeau ne se laissa pas bander les yeux, et, à l'instant d'être frappé, il cria : «Vive le Roi !».

### Succession
Michel Garnier, dit l'Intrépide la Couronne succéda à Rochambeau à la tête des troupes. Un an après l'exécution de Rochambeau, sa troupe était composée de huit soldats et se regroupa à d'autres troupes dont celle du célèbre Mérille dit "Beauregard" à la tête d'un détachement de douze hommes, dont le brave Sans-Peur, nouvellement échappé de la prison de Mayenne avec Cibois (Deslauriers), faisait partie. Mérille prit la direction des troupes qui rejoignirent l'armée royaliste d'Anjou dont il formait l'extrême pointe.

### Quatrevingt-Treize
Ses exploits ont servi à Victor Hugo pour son roman Quatrevingt-Treize:

« [...] Sachez d’abord que monseigneur le marquis, avant de s’enfermer dans cette tour où vous le tenez bloqué, a distribué la guerre entre six chefs, ses lieutenants ; il a donné à Delière le pays entre la route de Brest et la route d’Ernée ; à Treton le pays entre La Roë et Laval ; à Jacquet, dit Taillefer, la lisière du Haut-Maine ; à Gaullier, dit Grand-Pierre, Château-Gontier ; à Lecomte, Craon ; Fougères, à monsieur Dubois-Guy, et toute la Mayenne à monsieur de Rochambeau ; de sorte que rien n’est fini pour vous par la prise de cette forteresse, et que, lors même que monseigneur le marquis mourrait, la Vendée de Dieu et du Roi ne mourra pas. [...] »

## Sources
- Abbé Angot, Dictionnaire historique, topographique et biographique de la Mayenne ;
- Alexandre Billard de Veaux, Mémoires de Billard de Veaux (Alexandre), ancien chef vendéen, ou Biographie des personnages marquants de la chouannerie et de la Vendée, 1832;
- Alexandre Billard de Veaux, Bréviaire du vendéen: à l'usage des habitants de l'Ouest, 1840
- Xavier Du Boisrouvray, Mémoires d'un chouan - 1792-1802, Claude-Augustin Tercier ;
- Jacques-Xavier Carré de Busserolle, Souvenirs de la révolution dans le département d'Indre-et-Loire (de 1790 à 1798) ;
- Michel Denis, Les royalistes de la Mayenne et le monde moderne (XIXe – XXe siècles), 1977 ;
- Léon Dubreuil, Histoire des insurrections de l'Ouest ;
- Jacques Duchemin des Cépeaux, Lettres sur l'origine de la chouannerie et sur les chouans du Bas-Maine ;
- Jacques Duchemin des Cépeaux, Souvenirs de la Chouannerie, Laval, H. Godbert, 1855 ;
- Elie Fournier, La guerre de Vendée n'aura pas lieu ;
- Ferdinand Gaugain, Histoire de la révolution dans la Mayenne ;
- Pierre de La Gorce, Histoire religieuse de la révolution française, 1912 ;
- Victor Hugo, Quatrevingt-Treize.
- Hubert La Marle, Dictionnaire des Chouans de la Mayenne, association du souvenir de la chouannerie mayennaise
- Edmond Leblanc, Études sur la Révolution dans le Bas-Maine - La petite émigrée - Rochambeau, 1891 ;
- Henri Leclercq, Feuillants et Girondins (août 1791-20 avril 1792) ;
- Jean Morvan, Les Chouans de la Mayenne, 1792-1796 ;
- Michel Moulin, Mémoires de Michelot Moulin sur la chouannerie normande ;
- Théodore Muret, Histoire des Guerres de l'Ouest - Vendée, Chouannerie (1792-1815) ;
- R.P. Dom. Paul Piolin, L'église du Mans durant la Révolution - mémoires sur la persécution religieuse à la fin du…, 1869 ;
- Gabriel du Pontavice, Chouans et Patauds en Mayenne (1792 - 1800) et La chouannerie, 1991 ;
- Marcel R. Reinhard, Le Département de la Sarthe sous le Régime Directorial ;
- Léon de La Sicotière, Louis de Frotté et les insurrections normandes - 1793-1832 ;
- Claude-Augustin Tercier, Mémoires politiques et militaires du général Tercier (1770-1816): Campagnes d'Amérique, guerres d'émigration, Quiberon, la Chouannerie, conspiration de Cadoudal, 1891 ;
- Gérard Walter, Répertoire de L'histoire de la Révolution française - travaux publiés de 1800 à 1940 ;
- Guerre et armée dans le département de la Sarthe sous la Révolution / L 196. - Liasse, 258 pièces papier ;
- Association Bretonne - Saint-Brieuc, Bulletin archéologique et agricole… - ;
- Commission historique et archéologique de la Mayenne, Bulletin de la Commission historique et archéologique de la Mayenne, 1912 ;
- La Revue Normande: Histoire, littérature, sciences & arts, vol. 7-8, 1898 ;
- Société historique et archéologique du Maine, Revue historique et archéologique du Maine, Imprimerie Monnoyer, 1888;
- Société d'agriculture, sciences et arts de la Sartre, volume 71, 1967;
- Société d'histoire contemporaine, Publications 18 fructidor, Paris, 1863 ;